# Phoebe tavoyana
Phoebe tavoyana är en lagerväxtart som först beskrevs av Carl Daniel Friedrich Meisner, och fick sitt nu gällande namn av Joseph Dalton Hooker. Phoebe tavoyana ingår i släktet Phoebe och familjen lagerväxter. Inga underarter finns listade i Catalogue of Life.